# Bläcktärnsjön (naturreservat)
Bläcktärnsjön är ett naturreservat i Gävle kommun i Gävleborgs län.
Området är naturskyddat sedan 1994 och är 23 hektar stort. Reservatet omfattar sjön Bläcktärnsjön med ett rikkärr norr och sumpskog och ängsgranskog söder om. 